# 50-ті

## Події
- Римська імперія:
  - 54 — кінець правління Клавдія (вбито); початок правління Нерона;
- Китай: імператор Мін-ді приносить до країни буддизм;
- Куджула Кадфіз об'єднує під своєю владою князівства юэчжи і створює Кушанське царство.
- Друга половина 50-х — бриттський вождь Каратак втік до Уельсу і піднимає племена на повстання. Каратака видано римлянам Картімандуей.
- Кінець 50-х — намісник Мезії Плавцій Сільван приходить на допомогу Херсонесу, який під облогою скіфів. Римські гарнізони з'являються в Херсонесі і південному Криму.

## Постаті
- Клавдій, римський імператор (41—54)
- Нерон, римський імператор (54—68)
- Куджула Кадфіз, кушанський цар
- Павел, християнський апостол
- Китайський імператор Мін-ді з династії Хань